# Oleg Grigor'evič Jančenko
Oleg Grigor'evič Jančenko, in russo Олег Григорьевич Янченко?, noto anche come Oleg (Grigorevic) Jancenko (Mosca, 18 giugno 1939 – Mosca, 12 gennaio 2002), è stato un organista e compositore russo.

## Biografia
Figlio della sublime Scuola Russa, amico di Prokof'ev, Šostakovič e Rostropovič, eminente esponente di una grandissima tradizione musicale, Jančenko ebbe un ruolo importante in patria, riconosciutogli nel 1997 dal Presidente russo Boris El'cin, che gli conferì il titolo di Artista di interesse nazionale.
Il Maestro approfondì, in anni politicamente ostili a quegli studi, la musica sacra europea dell'epoca rinascimentale; si occupò, altresì, dell'opera di Johann Sebastian Bach. Fondò l'Orchestra da camera di Minsk che diresse sino al 1993 insieme al complesso di musica antica i "Madrigalisti di Mosca".
Alle attività di direttore d'orchestra e di organista (fu Presidente degli organisti russi) Jančenko affiancò anche quella di compositore scrivendo differenti musiche sia per il teatro, che per il cinema (musiche per il film Go and see (Va' e vedi) di Elem Klimov).
Scrisse sei sinfonie, l'ultima delle quali intitolata Apokalypse, nella quale coniugò l'uso delle voci e dell'organo con esito polifonico-tonale, senza aderire al serialismo radicale. L'uso del contrappunto, l'elaborazione su cantus firmus rendono quasi polifonica questa musica che è pervasa, peraltro, dai valori armonici maturati nel secolo XX. La perfetta fusione dell'antico e del moderno si traducono nel binomio cultura musicale e comunicabilità che è simile, nella lezione, a quello di Šostakovič, autore che Jančenko frequentò.
Visse parecchi anni in provincia di Alessandria tenendo concerti d'organo. A partire dal 1994 ricoprì la cattedra di organo presso il conservatorio di Mosca.

## Composizioni
- Sinfonia n.1 "Eroica" (scritta in memoria del padre caduto a Matthausen)
- Concertino n.2 per contrabbasso e orchestra da Camera (1968)
- Concerto per cembalo e Orchestra Sinfonica(1969)
- Concerto per violino ed orchestra (1972)
- Opera teatrale "Balagancik"(1970)
- Sinfonia n.2 "Andrej Rublëv"(1977)
- Opera teatrale "Cagliostro"(1975)
- Sinfonia n.3 "Belaja Wieża"(1982)
- Sinfonia n.4 "Canto della schiera di Igor" (1985)
- 1985 Colonna sonora per il film "Va' e vedi" di Elem Klimov
- Concerto Grosso n.1 per tromba, timpani ed organo(prima esecuzione 1987)
- 1987 "Dom zu Speyer" per Organo
- 1986 Salmo 150 per doppio coro ed organo
- 1987-90 Ave Maria per soprano e organo; Arrangiamento dell'Ave Maria di Caccini per soprano, tromba, coro e organo; Santa Maria, per mezzo soprano, coro ed organo
- Sinfonia n.5 "In memoria di Michelangelo"
- 1994 Sinfonia n.6 " Apokalypse" su testo di San Giovanni Apostolo